# Siansoba
Siansoba est une localité du nord de la Côte d'Ivoire et appartenant au département de Madinani, dans la Région du Denguélé. La localité de Siansoba est un chef-lieu de commune.